# Squalicorax
Squalicorax, comumente conhecido como tubarão-corvo, é um gênero de tubarão lamniforme extinto conhecido por ter vivido durante o período Cretáceo.

## Descrição
Esses tubarões são de tamanho médio, até 5 m (normalmente cerca de 2 m) de comprimento. Seus corpos eram semelhantes aos dos modernos tubarões de recife cinza, mas a forma dos dentes é notavelmente semelhante à de um tubarão-tigre. Os dentes são numerosos, relativamente pequenos, com uma coroa curva e serrilhada, até 2,5 - 3 cm de altura. Um grande número de dentes fósseis foi encontrado na Europa, Norte da África e América do Norte.
Squalicorax era um predador costeiro, como evidenciado por um dente Squalicorax encontrado incrustado no osso metatarsal (pé) de um dinossauro hadrossaurídeo terrestre que provavelmente morreu na terra e acabou na água. Outras fontes de alimento incluíam tartarugas, mosasauros, ictiodectes, e outros peixes ósseos e criaturas marinhas. Marcas de dentes deste tubarão também foram encontradas nos ossos de Pteroanodon, mas se o tubarão ativamente tirou pterossauros tão grandes do ar, atacou-os como eles mergulharam após a presa, ou simplesmente não é conhecido.